# Лунка-Брадулуй (комуна)
Лунка-Брадулуй (рум. Lunca Bradului) — комуна у повіті Муреш в Румунії. До складу комуни входять такі села (дані про населення за 2002 рік):
- Лунка-Брадулуй (1530 осіб) — адміністративний центр комуни
- Нягра (495 осіб)
- Селард (125 осіб)

Комуна розташована на відстані 290 км на північ від Бухареста, 62 км на північний схід від Тиргу-Муреша, 116 км на схід від Клуж-Напоки, 149 км на північ від Брашова.

## Населення
За даними перепису населення 2002 року у комуні проживали 2150 осіб.
Національний склад населення комуни:
| Національність | Кількість осіб | Відсоток |
| -------------- | -------------- | -------- |
| румуни         | 1723           | 80,1%    |
| угорці         | 322            | 15,0%    |
| цигани         | 105            | 4,9%     |

Рідною мовою назвали:
| Мова      | Кількість осіб | Відсоток |
| --------- | -------------- | -------- |
| румунська | 1834           | 85,3%    |
| угорська  | 316            | 14,7%    |

Склад населення комуни за віросповіданням:
| Релігія        | Кількість осіб | Відсоток |
| -------------- | -------------- | -------- |
| православні    | 1795           | 83,5%    |
| римо-католики  | 199            | 9,3%     |
| реформати      | 102            | 4,7%     |
| адвентисти     | 18             | 0,8%     |
| баптисти       | 17             | 0,8%     |
| п'ятдесятники  | 11             | 0,5%     |
| греко-католики | 6              | 0,3%     |
| унітарії       | 1              | < 0,1%   |
| не релігійні   | 1              | < 0,1%   |